# 광교산 전투
광교산 전투(光敎山 戰鬪)는 1637년 1월 28일부터 1월 31일까지 경기도 용인 광교산에서 벌어진 전투로, 전라도 근왕군이 청 제국 군대와 맞붙어 큰 전과를 올렸으나, 보급 부족으로 인해 부대가 와해되어 결과적으로 패배한 전투이다.

## 전투
전라병사 김준룡은 상당수가 정규군이 아닌 의병으로 구성된 병력 몇 천 명을 이끌고 광교산에 주둔하였다. 이날 새벽에 청군은 광교산으로 진격하였다. 그리고 조선군에게 기습공격을 가하려고 하였다. 기습전법은 청군이 조선군을 격퇴하는 데 유용하게 사용된 전술이었다. 청군이 광교산 정상으로 올라가자, 여기에 매복하고 있었던 조선군 살수와 포수들이 청군에게 총탄과 화살을 수없이 많이 쏘았으며, 매복해 있던 조선군이 달려나와 닥치는 대로 청군을 베고 찔러 죽였다. 결국 청군은 심각한 타격을 입고 퇴각하였으나, 이후 다시 재정비하고 공격해왔다. 조선군은 청군의 가공할 만한 공세에도 불구하고 필사적으로 싸웠다. 치열한 백병전이 벌어진 끝에 청군은 참패하였고, 청군 장수 2명이 전사하였으며, 양고리는 조선군의 활에 맞아 전사하였다. 광교산 전투는 병자호란의 조선군 입장에서 최대의 전과를 기록한 전투였으나, 보급의 한계로 인해 결국 방어거점을 포기하게 되면서 김준룡은 남한산성으로 가지 못하였다.

## 같이 보기
- 병자호란
- 병자호란 전투 목록